# Ark (Ark)
Ark è il primo album in studio del gruppo musicale norvegese Ark, pubblicato nel 1999 dalla Inside Out Music.
Fu registrato presso gli Ark Studio A, Ark Studio D e gli Studio Studio Nyhagen; mixato ai BBM Studio e infine masterizzato presso gli Area 51 Recording Studios.

## Tracce
Testi e musiche di John Macaluso, Jørn Lande e Tore Østby.
1. Burning Down – 5:26
2. Where The Winds Blow – 5:06
3. The Hunchback of Notre Dame – 8:53
4. Singers at the World's Dawn – 6:56
5. Mother Love – 8:43
6. Center Avenue – 5:54
7. Can't Let Go – 9:44

## Formazione
Gruppo
- Jørn Lande – voce
- Tore Østby – chitarra
- John Macaluso – batteria, percussioni
- Randy Coven – basso
- Mats Olausson – tastiera

Altri musicisti
- Ingar Amlien – basso (traccia 1)
- Ole Johnny Lande – fisarmonica (traccia 3)
- Harry Sagstuen – sassofono (traccia 7)
- Maud Kvam Graaterud – voce (traccia 7)

Produzione
- Ark – produzione
- Bjørn Boge – missaggio
- Tommy Newton – mastering
- Mathias Janke – copertina